# Maria Susan Rye
Maria Susan Rye (Londres, 31 de março de 1829 — Hertfordshire, 12 de novembro de 1903) foi uma ativista social inglesa e promotora da emigração feminina.

## Biografia
Inicialmente, seu trabalho voltou-se para jovens mulheres que viviam em workhouses de Liverpool. Rye começou seu trabalho com emigração ao transportar jovens adultas de classe média para a Austrália e a Nova Zelândia na década de 1860.
Em 1861, com o apoio de diversas senhoras de Langham Place, ela fundou a Female Middle Class Emigration Society (Sociedade de Emigração de Mulheres da Classe Média). Presidida por Rye até 1867, a Sociedade fazia empréstimos sem juros para permitir a emigração de mulheres educadas. Também mantinha e estabelecia correspondentes na maioria dos portos coloniais para receber as emigrantes.
Em 1862, Rye acompanhou o primeiro grupo de emigrantes formado pela Sociedade até a Nova Zelândia. Em seguida, ela foi à Austrália, de onde só retornou à Inglaterra em 1865. A partir desse ano, Maria Rye voltou sua atenção ao resgate de crianças carentes e órfãs. Entre 1869 e 1896, ela ajudou a levar mais 3.623 meninas carentes inglesas para orfanatos do Canadá.